# RheinPoesie
Die RheinPoesie ist ein 1994 für die Personenschiffahrt  Allard aus Koblenz gebautes Ausflugsschiff, das sich seit 1997 in Besitz der Personenschifffahrt Dörbaum GbR in Hameln befindet. Seit ihrer Indienststellung wird sie in Charter von der Köln-Düsseldorfer im Umkreis von Düsseldorf für Ausflugs- und Rundfahrten auf dem Niederrhein eingesetzt. Sie ist das baugleiche Schwesterschiff der im Hamburger Hafen verkehrenden Fantasia.

## Geschichte

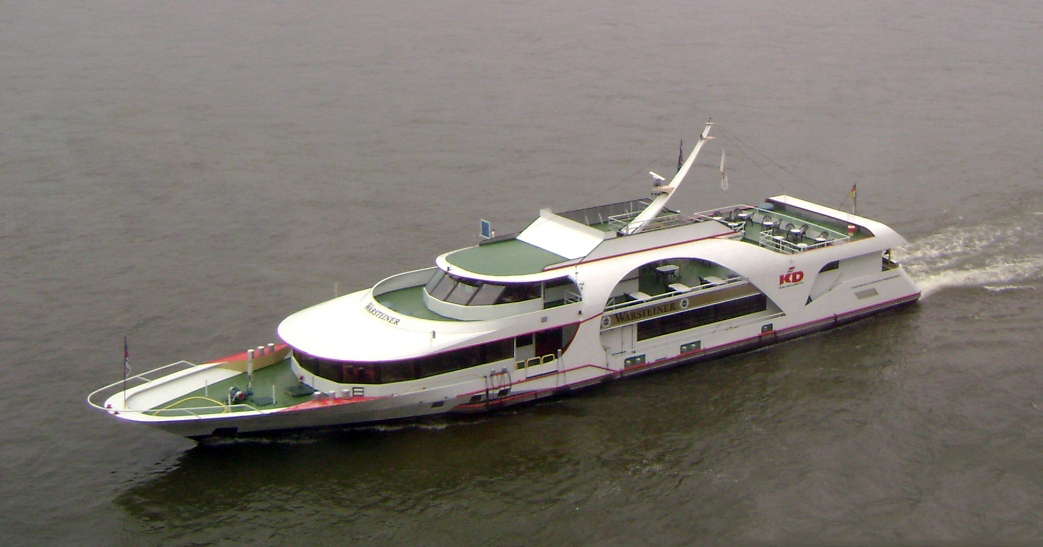
Die Warsteiner in Düsseldorf

Das Fahrgastschiff wurde 1994 durch die belgische Nieuwe Scheepswerfen Sint Barbara in Maasmechelen nach einem Entwurf von Fred van den Berg für die Personenschiffahrt Allard unter dem Namen Warsteiner gebaut. Die Kiellegung erfolgte im Januar 1994, der Stapellauf im Juni desselben Jahres. Die Baukosten, welche von der Reederei und der Warsteiner Brauerei jeweils zu 50 % getragen wurden, betrugen 3,6 Mio. DM. Vertraglich vereinbart wurde vorher eine langfristige Charter mit der Köln-Düsseldorfer, die sich ein fünfjähriges Vorkaufsrecht zusichern ließ. Die Pressevorstellung des Schiffs war für den 22. Juli 1994 in Düsseldorf vorgesehen. Da das Schiff aufgrund des fehlerhaften Einbaus der Ruderanlage auf der Überführungsfahrt am 20. Juli in Zaltbommel liegen blieb und zur Reparatur in die Meidericher Schiffswerft geschleppt werden musste, fand die Pressevorstellung auf dem Ersatzschiff Godesburg statt. Die Indienststellung erfolgte nach Austausch der defekten Ruderanlage ohne erneute Feierlichkeiten am 29. Juli 1994. Am 2. Januar 1997 wurde die Personenschifffahrt Dörbaum GbR zum Eigner des Schiffs. Das Familienunternehmen übernahm neben dem laufenden Chartervertrag auch die Bewirtschaftung der Warsteiner. Im Jahr 2018 wurde das Schiff von der Köln-Düsseldorfer übernommen und in RheinPoesie umbenannt.

## Ausstattung
Die RheinPoesie ist ein Zweieinhalbdeck-Fahrgastschiff mit einem Salon im geschlossenen Hauptdeck. Der Fahrgastraum ist zweigeteilt. Die Nutzfläche des Schiffes beträgt zirka 360 m², die Deckenhöhe 2,20 m. Achtern liegen die Toilettenanlagen und eine Garderobe, an die sich Privatkabinen für die während der Saison auf der RheinPoesie lebenden Schiffseigner anschließen. Das offene Sonnendeck ist für bis zu 120 Personen geeignet. Im Unterdeck liegt im Bug neben dem Bugstrahlruderraum ein Lagerraum, an den sich im niedrigen Zwischenboden unter dem Hauptdeck ein Ballast- und ein Fäkalientank anschließen. Im Achterdeck liegen ein Kühlraum, der Trinkwasser- und der Kraftstofftank. Das im Hauptdeck für Rollstuhlfahrer geeignete Schiff ist für maximal 250 Fahrgäste zugelassen.

## Technik
Die RheinPoesie  wird seit November 2012 von zwei 6-Zylinder-Dieselmotoren des Herstellers Caterpillar, Typ C18 ACERT mit jeweils 400 kW über zwei Schottel-Ruderpropeller vom Typ SRP 170 angetrieben. Das Bugstrahlruder verfügt über einen elektrischen Antrieb mit 60 kW. Das Schiff ist 52 m lang, 11,40 m breit und 6,80 m hoch. Der Tiefgang wird mit maximal 1,20 m angegeben.